# Brücke Lampėdžiai

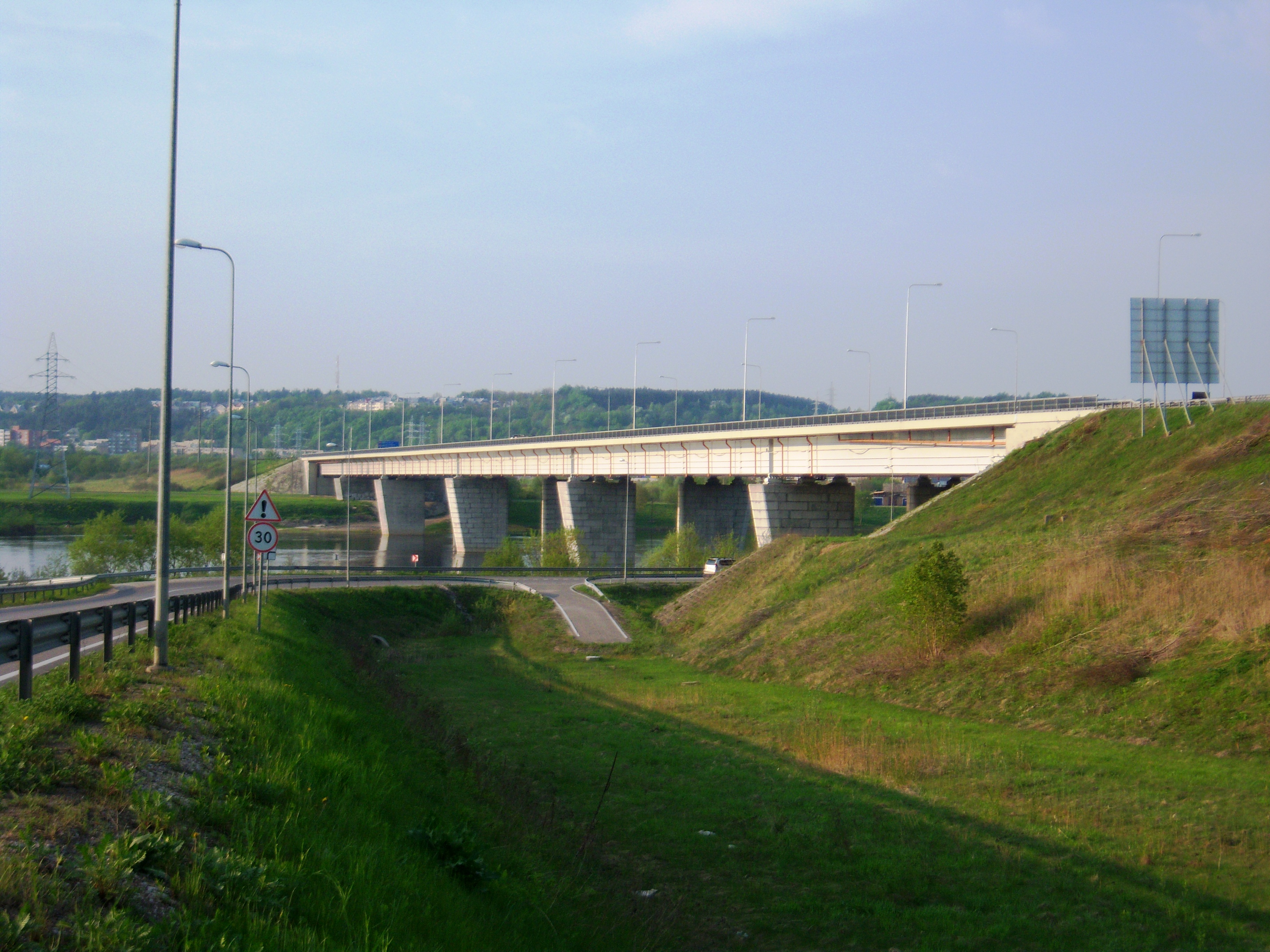
Brücke

Die Lampėdžiai-Brücke (oder Česlovas-Radzinauskas-Brücke) ist eine Straßenbrücke  der Autobahn A5 (Kaunas – Marijampolė – Suwałki) und der internationalen Autobahn Via Baltica über die Memel in der zweitgrößten litauischen Stadt Kaunas, die die Stadtteile Lampėdžiai und Marvelė verbindet.

## Geschichte
Der Bau der Brücke begann 1980. Der erste Teil wurde 1995 eröffnet und der zweite 1997. Der Bau des Objekts wurde der gemeinsamen litauisch-lettischen Firma Viaduks gemäß dem vom Leningrader Forschungs- und Designinstitut Lengiprotransmost (Autor Vitalijus Kisliakovas) ausgearbeiteten Projekt anvertraut. Die Brücke wurde vom Präsidenten der Republik Litauen, Algirdas Brazauskas, feierlich eröffnet. 1998 wurde die Brücke  nach Česlovas Radzinauskas, einem Ingenieur des langjährigen Managers eines Straßenbau-Trests in Sowjetlitauen, benannt. Im Jahr 2008 wurde am linken Ufer der Nemunas ein Verkehrsknotenpunkt fertiggestellt, der die Brücke mit der Marvel-Straße verbindet. 2013 wurde die Brücke vom Unternehmen Kauno tiltai renoviert.